# Sijantung Julu
Sijantung Julu is een bestuurslaag in het regentschap Padang Lawas Utara van de provincie Noord-Sumatra, Indonesië. Sijantung Julu telt 380 inwoners (volkstelling 2010).